# Jekaterina Jurjewna Kulikowa
Jekaterina Jurjewna Kulikowa (russisch Екатерина Юрьевна Куликова, engl. Transkription Yekaterina Yuryevna Kulikova; * 3. Mai 1968) ist eine ehemalige russische Sprinterin, die bis 1991 für die Sowjetunion antrat und sich auf die 400-Meter-Distanz spezialisiert hat. 1995 wurde sie Hallenweltmeisterin in der 4-mal-400-Meter-Staffel und 1998 Vizeeuropameisterin.

## Sportliche Laufbahn
Erste internationale Erfahrungen sammelte Jekaterina Kulikowa vermutlich im Jahr 1995, als sie bei den Hallenweltmeisterschaften in Barcelona mit der russischen 4-mal-400-Meter-Staffel in 3:29,29 min gemeinsam mit Tatjana Tschebykina, Jelena Rusina und Swetlana Gontscharenko die Goldmedaille gewann. Im Jahr darauf nahm sie mit der Staffel an den Olympischen Sommerspielen in Atlanta teil und belegte dort in 3:22,22 min im Finale den fünften Platz. 1997 gelangte sie bei den Weltmeisterschaften in Athen mit 3:21,57 min auf Rang vier und im Jahr darauf schied sie bei den Europameisterschaften in Budapest mit 53,25 s im Halbfinale über 400 Meter aus und verhalf der Staffel zum Finaleinzug und half damit zum Gewinn der Silbermedaille bei. Bis 2002 trat sie noch bei nationalen und internationalen Wettkämpfen an, ehe sie ihre aktive sportliche Karriere im Alter von 34 Jahren beendete.
In den Jahren 1993 und 1997 wurde Kulikowa russische Meisterin in der 4-mal-400-Meter-Staffel.

## Persönliche Bestleistungen
- 400 Meter: 51,16 s, 24. Juli 2000 in Tula
  - 400 Meter (Halle): 51,96 s, 18. Februar 1999 in Moskau
- 800 Meter: 2:04,95 min, 28. Juni 2002 in St. Petersburg